# Reprezentacja Grenady w piłce siatkowej kobiet
Reprezentacja Grenady w piłce siatkowej kobiet to narodowa reprezentacja tego kraju, reprezentująca go na arenie międzynarodowej.

## Mistrzostwa Ameryki Północnej
Drużyna jeszcze nigdy nie wystąpiła na Mistrzostwach Ameryki Północnej.